# Hygrotus sanfilippoi
Hygrotus sanfilippoi är en skalbaggsart som först beskrevs av Hans Fery 1992.  Hygrotus sanfilippoi ingår i släktet Hygrotus och familjen dykare. Inga underarter finns listade i Catalogue of Life.